# جورج غوثير
جورج غوثير هو كاهن كاثوليكي كندي، ولد في 9 أكتوبر 1871 في مونتريال في كندا، وتوفي في 31 أغسطس 1940.